# Ischiosioma
Ischiosioma is een kevergeslacht uit de familie van de boktorren (Cerambycidae). De wetenschappelijke naam van het geslacht werd voor het eerst geldig gepubliceerd in 1990 door Martins & Galileo.

## Soorten
Ischiosioma omvat de volgende soorten:
- Ischiosioma albata Martins & Galileo, 1990
- Ischiosioma obliquata Martins & Galileo, 1990